# Баккара
Баккара́ (фр. baccarat) — карточная игра, в которой игроки стремятся набрать как можно больше очков, используя две или три карты.
Ранее баккара считалась игрой аристократов. В настоящее время в казино в основном играется вариант известный как мини-баккара или пунто-банко.

## История
Происхождение баккара до сих пор точно не установлено, и многие европейские страны спорят о возникновении игры в том или ином государстве — чаще всего это Франция или Италия. Действительно, трудно проследить источник возникновения этой старинной игры, так как её разновидности существуют во многих странах: в Испании похожую игру называют Punto Banco (именно это название можно встретить в казино и сейчас вместо баккара), во Франции — «chemin de fer» (железная дорога или просто «железка»), в других странах — это девятка или макао.
Согласно самой известной версии происхождения баккара, эту игру изобрел итальянец Феликс Фальгуере. Изначально в баккару играли в средние века, используя карты Таро. Далее в 1490 году игра появилась во Франции и долгое время оставалась главным средством развлечения знати.

## Правила
Ниже описаны правила более популярной ныне разновидности — мини-баккара. Оригинальная баккара отличалась тем, что игроки играли между собой и самостоятельно решали — брать или нет третью карту.
Цель игры в баккару — набрать комбинацию карт с общим числом очков 9 или как можно более близким к 9. Туз засчитывается за одно очко, карты с 2 по 9 — по номиналу, фигуры и десятки дают ноль очков. Если общая сумма равна 10 или более, из неё вычитается 10, а остаток учитывается при подсчетах результатов. Например, 7+6=13=3 или 4+6=10=0.
Игрок может сделать ставку на поле «Игрок» (Player) и/или «Банкир» (Banker), и/или «Ничья» (Tie). В начале игры банкир и игрок получают по две карты. В определённых случаях может быть выдана третья карта игроку, банкиру или обоим.
Участник (игрок или банкир), набравший 9 очков, выигрывает. Игрок, набравший 8 очков, при условии, что противник набрал меньше, выигрывает. Если ни у одного из участников нет 8 или 9 очков, то возможно получение третьей карты.
Правило третьей карты определяет, когда игроку и/или банкиру автоматически выдается третья карта при игре в баккару. Если игрок первыми двумя картами набрал от 0 до 5 очков, то он получает третью карту, если набрано больше 5 очков, то не получает, в последнем случае банкиру третья карта выдается по этому же правилу (от 0 до 5 очков). Если же игрок получил третью карту, то банкир принимает решение в зависимости от своих очков и третьей карты игрока.
|              | Карта игрока | Карта игрока | Карта игрока | Карта игрока | Карта игрока | Карта игрока | Карта игрока | Карта игрока | Карта игрока | Карта игрока |
| Счет банкира | 0            | 1            | 2            | 3            | 4            | 5            | 6            | 7            | 8            | 9            |
| ------------ | ------------ | ------------ | ------------ | ------------ | ------------ | ------------ | ------------ | ------------ | ------------ | ------------ |
| 7            |              |              |              |              |              |              |              |              |              |              |
| 6            |              |              |              |              |              |              | X            | X            |              |              |
| 5            |              |              |              |              | X            | X            | X            | X            |              |              |
| 4            |              |              | X            | X            | X            | X            | X            | X            |              |              |
| 3            | X            | X            | X            | X            | X            | X            | X            | X            |              | X            |
| 0-2          | X            | X            | X            | X            | X            | X            | X            | X            | X            | X            |

В итоге выигрывает ставка на участника, который набрал больше очков (то есть если банкир набрал больше, то выигрывает ставка «Банкир», если меньше — «Игрок»). При равенстве очков ставки на игрока и банкира возвращаются, выигрывает ставка «Ничья».
- Ставка на игрока оплачивается 2 к 1.
- Ставка на банк оплачивается 2 к 1 за вычетом 5 % комиссионных (1,95 к 1).
- Ставка на ничью оплачивается 9 к 1 (или 8 к 1).

## Стратегия
Как и рулетка, баккара издавна притягивала к себе поклонников различных стратегий игры, надеющихся найти «беспроигрышную стратегию». Так как в отличие от рулетки выбор ставок в баккара ограничен, то большинство стратегий предусматривало простое изменение величины ставок в зависимости от предыдущих результатов игры, то есть популярностью пользовались система Мартингейл, Дональд-Натансон, Уайтекер, Д’Аламбер и т. д. На самом деле точно так же, как и в рулетке, беспроигрышной стратегии не существует, но при должном управлении депозитом и большом количестве свободного времени на игру можно дождаться успешной серии. Например, важно иметь лимит максимального проигрыша и заканчивать игру как только он достигнут. Попытки «отыграться» (в том числе по уже названным «системам») также ускоряют банкротство, поэтому пополнение депозита должно происходить из не игровых источников.
Результат каждой новой партии не зависит от предыдущих. Подсчет карт также не приносит результата, поскольку и Игрок и Банкир имеют равные шансы на выдачу карт, а преимущество стратегии Банкира не так велико чтобы оказывать влияние на конкретную раздачу.

## Разновидности
Кроме американской версии, также существует множество других разновидностей баккара. Основная суть неизменна: требуется набрать побольше очков, но не более, чем 9. В остальном бывают различия:
- играется от одной до восемью колодами;
- играют до 14 игроков;
- также меняются правила раздачи и прикупа карт, величина и порядок выплат;
- сдающий может быть постоянным либо же его роль берут на себя игроки поочередно;
- выплаты производятся из банка или из ставок. В казино есть диапазон ставок, выплачиваемых самим заведением. Если игроки соперничают друг с другом, то банк собирается из ставок и переходит к победителю.

Также различается разметка на столах, в зависимости от казино или версии онлайн-игры.

## В культуре
- В романе Казино «Рояль» английского писателя Яна Флеминга главный герой играет с антагонистом в баккара, а также дается подробное описание правил игры и стратегии.
- В фильме «Городской охотник» главный террорист заставлял играть в баккара всех пассажиров корабля.
- В фильме «Бег» герои играют в баккара, назвав её по-русски «Девяткой».
- В фантастическом романе Чарльза Стросса «Дженнифер Морг» главный герой играет в баккара.
- В фильме «32 декабря» гипнотизёр Карен Завенович, выручая внука Антона, обыгрывает в баккара шулеров.

### Комментарии
1. ↑  Баккара до сих пор считается карточной игрой аристократов[2]

### Сноски
1. ↑  Баккара, игра // Энциклопедический словарь Брокгауза и Ефрона : в 86 т. (82 т. и 4 доп.). — СПб., 1890—1907.
2. ↑  Убийство в Белгравии и пропавший лорд, которого ищут уже 40 лет Архивная копия от 2 февраля 2020 на Wayback Machine, BBC, 1.02.2020